# Papules perlées du gland
Ne doit pas être confondu avec grain de Fordyce.
Les papules perlées du gland, (en latin : papillae corōnae glandis, littéralement les « papilles de la couronne du gland ») sont de petites excroissances cutanées blanches qui apparaissent sur le bord postérieur de la couronne du gland chez certains hommes à la puberté et essentiellement dans les deuxième et troisième décennies de vie. Elles sont indolores, inodores et d'une taille généralement inférieure à 4 mm. Leur apparition n'est pas le signe d'une quelconque maladie mais constitue un phénomène naturel et normal ayant pour cause un taux d'hormones sexuelles élevé à la puberté. L'apparition de ces papules n'est pas non plus due à un manque d'hygiène.
Les papules perlées du prépuce sont des formations anatomiques bénignes dont le rôle exact n'est pas clairement établi. Certaines hypothèses suggèrent qu'elles pourraient avoir une fonction liée à la stimulation ou à l'augmentation de la friction pendant les rapports sexuels, contribuant ainsi à la sensation de plaisir. Toutefois, il n'existe pas de preuve scientifique définitive à ce sujet.

## Terminologie
Le phénomène d'excroissance des papules perlées du gland est appelé en latin scientifique hīrsūtiēs papillāris corōnae glandis, qui signifie littéralement « hirsutisme papillaire de la couronne du gland ». Il est également désigné sous le nom d'« hirsutisme balanique » (du latin balanus qui signifie « gland »). Les papules forment toutes ensemble ce qui est parfois appelé familièrement la « couronne perlée du gland ».

## Localisation et aspect
Les papules perlées du gland sont localisées sur le bord postérieur de la couronne du gland (également appelée « couronne balanique »). Elles peuvent être réparties sur plusieurs rangées et sont de couleur blanche. Les papules d'un même individu font généralement toutes la même taille : entre 1 et 2 mm de diamètre et entre 1 et 4 mm de haut.

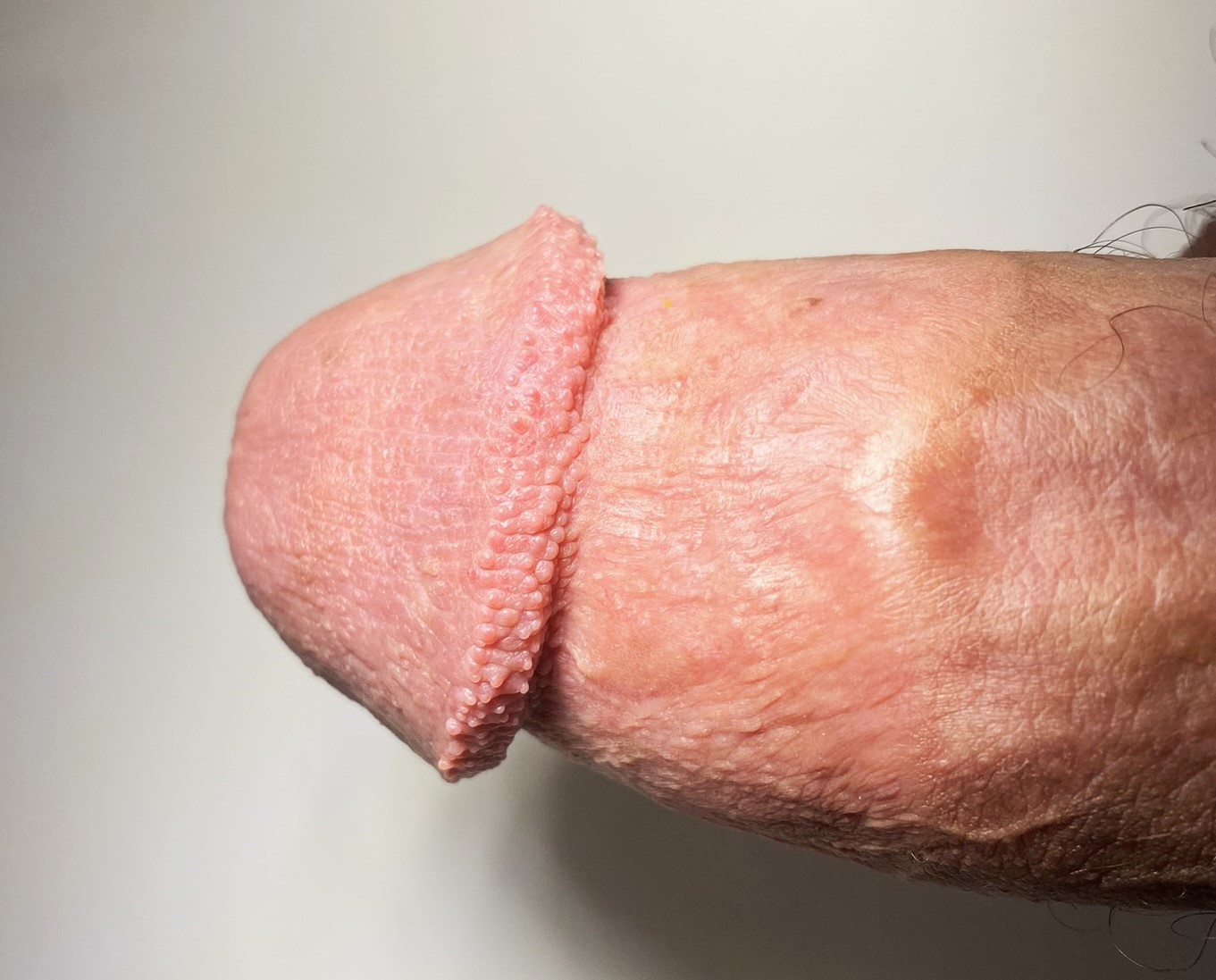
Vue du dessus de papules perlées sur un penis circoncis.
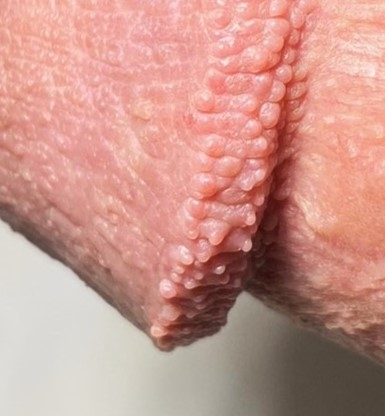
(Détail.)

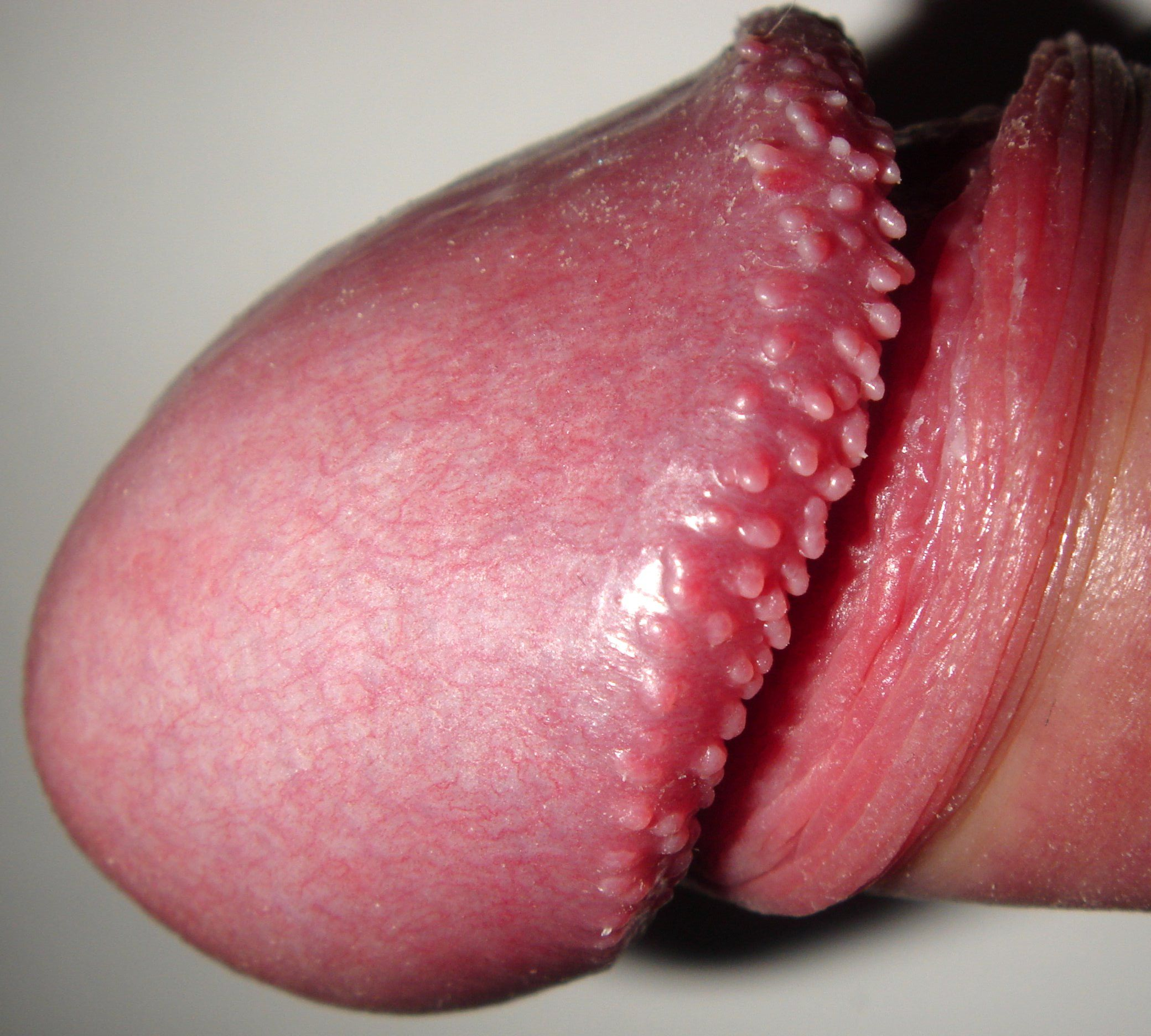
Un gland avec des papules perlées (vue globale).
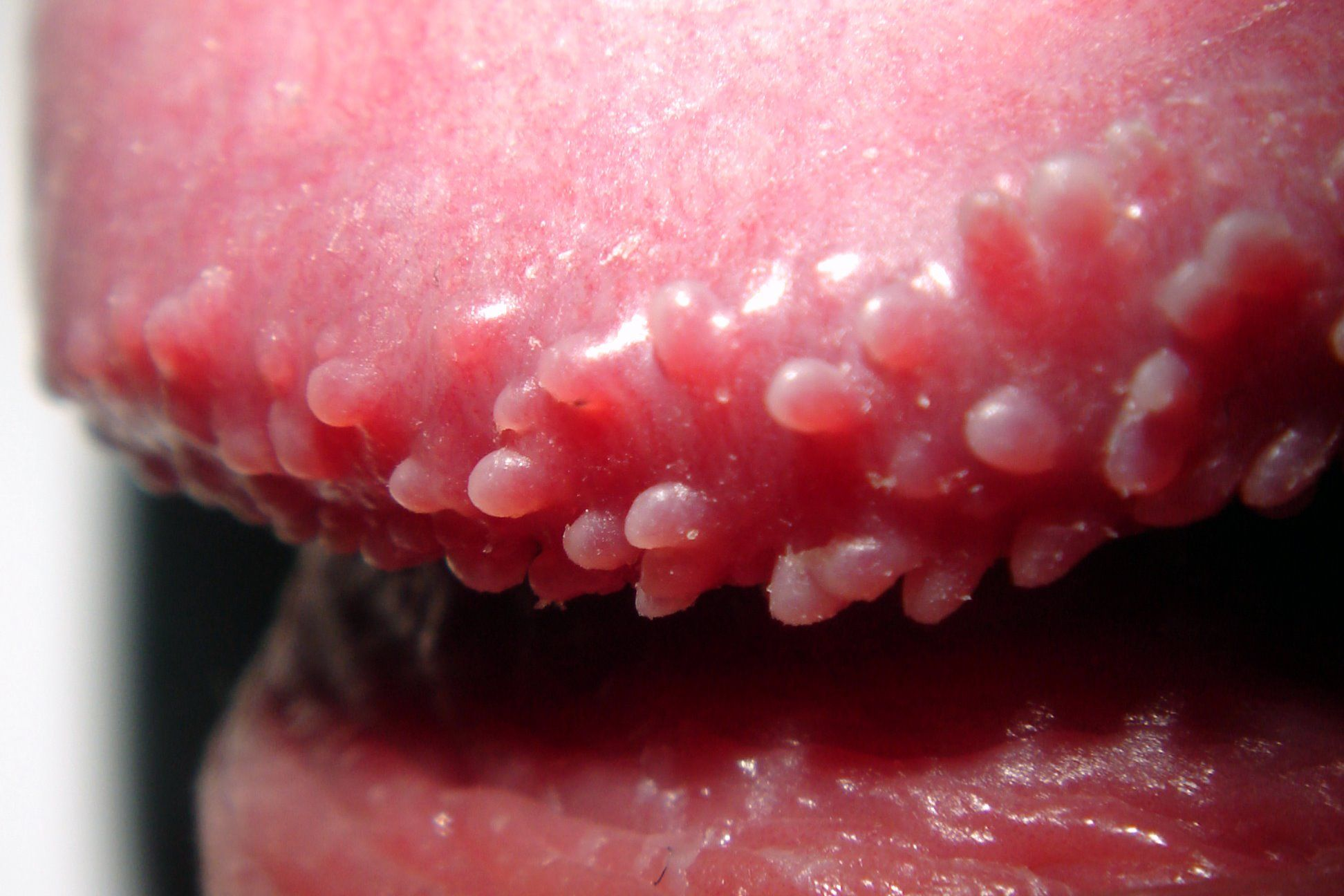
(Détail.)
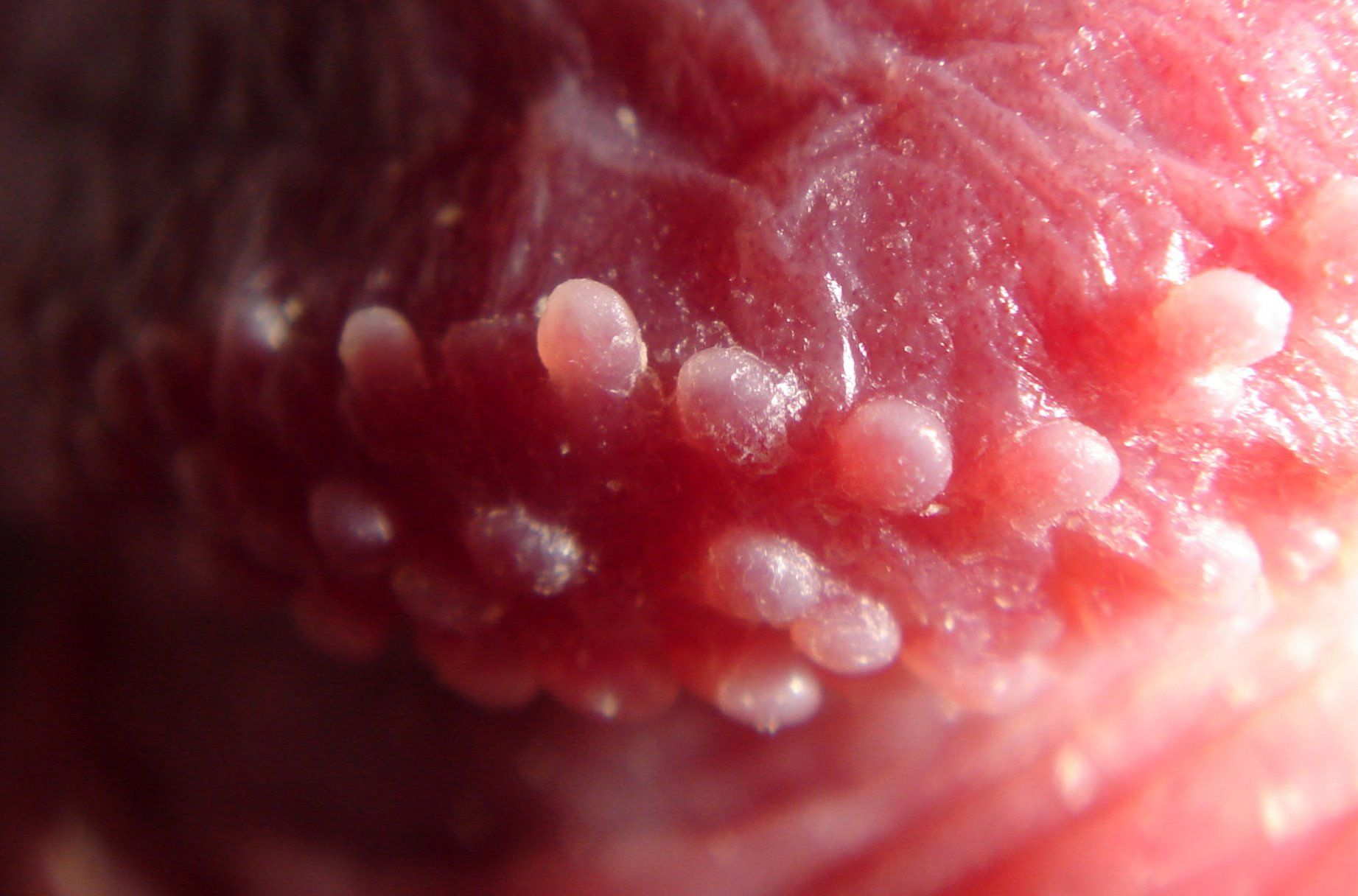
(Macrophotographie.)

## Origine
L'apparition des papules perlées du gland est due à l'hypercroissance des follicules sébacés (présents chez tous les hommes, mais généralement peu visibles voire invisibles) sous l'effet d'un taux d'hormones sexuelles élevé à la puberté. Elle n'est pas due à quelque maladie que ce soit. Les papules perlées du gland ne doivent pas être confondues en particulier avec les condylomes (qui sont une infection sexuellement transmissible) ni avec les mycoses.
La structure histologique du tissu composant les papules perlées du gland évoque l'angiofibrome (catégorie de lésions dont les lésions types sont des papules ou nodules érythémateuses bilatérales et symétriques aux plis nasolabiaux).

## Incidence
En France, la Société française de dermatologie évalue le nombre d'hommes présentant une couronne perlée à 39 %. Aux États-Unis, l'incidence semble varier de 8 à 48 % selon les sources. Quelques études[Lesquelles ?] suggèrent (toujours aux États-Unis) un nombre moins élevé de cas chez les hommes circoncis (12 % contre 22 %). Une étude[Laquelle ?] a trouvé que le nombre de cas était plus élevé chez les hommes à peau noire chez les circoncis (21 % contre 7 %, respectivement) et non circoncis (44 % contre 33 %, respectivement), mais au niveau international aucun groupe ethnique ne semble épargné ou plus concerné, et on ne note pas non plus de prévalence géographique.

## Évolution
Avec le temps, la taille des papules diminue généralement, bien qu'elles ne disparaissent pas. Des lésions sont possibles et anxiogènes, mais généralement bénignes. Les papules ne sont pas considérées comme risquant d'évoluer en tumeur ou cancer.

## Aspect sociopsychologique
Le problème principal est l'anxiété, notamment face au regard du partenaire sexuel, que l'on peut traiter en expliquant aux patients et à leurs partenaires sexuels la nature bénigne de ce phénomène physiologique ; qu'il ne s'agit pas d'une maladie sexuellement transmissible ; les papules finissant d'ailleurs par disparaître d'elles-mêmes avec l'âge.
Certains peuvent vivre ce relief de la peau positivement, comme une décoration ou une source de plaisir supplémentaire pour son partenaire sexuel, dû aux plus nombreuses zones en contact (il évoque certains reliefs ajoutés par les fabricants aux préservatifs pour augmenter le plaisir des partenaires lors de la pénétration).

## Traitement
Les papules perlées du gland ne nécessitent pas de traitement. Néanmoins, les patients qui en éprouvent le besoin peuvent recourir à la chirurgie classique, au laser au CO2 ou bistouri électrique.  Une bonne hygiène est recommandée à la suite de l'intervention.